# Porphyrinia murati
Porphyrinia murati är en fjärilsart som beskrevs av Brandt 1939. Porphyrinia murati ingår i släktet Porphyrinia och familjen nattflyn. Inga underarter finns listade i Catalogue of Life.